# Garrison (Dakota del Nord)
Garrison és una població dels Estats Units a l'estat de Dakota del Nord. Segons el cens del 2000 tenia 1.318 habitants.

## Demografia
Segons el cens del 2000, Garrison tenia 1.318 habitants, 590 habitatges, i 362 famílies. La densitat de població era de 363,5 hab./km².
Dels 590 habitatges en un 21,9% hi vivien nens de menys de 18 anys, en un 51% hi vivien parelles casades, en un 6,6% dones solteres, i en un 38,6% no eren unitats familiars. En el 36,1% dels habitatges hi vivien persones soles el 22,9% de les quals corresponia a persones de 65 anys o més que vivien soles. El nombre mitjà de persones vivint en cada habitatge era de 2,08 i el nombre mitjà de persones que vivien en cada família era de 2,64.
Per edats la població es repartia de la següent manera: un 18% tenia menys de 18 anys, un 4,2% entre 18 i 24, un 19,1% entre 25 i 44, un 23,2% de 45 a 60 i un 35,5% 65 anys o més.
L'edat mediana era de 52 anys. Per cada 100 dones de 18 o més anys hi havia 77,8 homes.
La renda mediana per habitatge era de 28.843 $ i la renda mediana per família de 37.583 $. Els homes tenien una renda mediana de 29.943 $ mentre que les dones 15.729 $. La renda per capita de la població era de 16.591 $. Entorn del 6,5% de les famílies i el 8,5% de la població estaven per davall del llindar de pobresa.

## Poblacions més properes
El següent diagrama mostra les poblacions més properes.